# Gangbapleu
Gangbapleu est l'un des quatre villages de la sous-préfecture de Fagnampleu. Il est arraché au département de Man. Gangbappleu compte 373 habitants.